# Efecto Hanbury Brown y Twiss
En física, el efecto Hanbury Brown y Twiss (HBT) describe la categoría de efectos de correlación y anti-correlación que ocurren en las intensidades recibidas por dos detectores de un haz de partículas. Los efectos HBT pueden atribuírse generalmente a la dualidad onda-partícula del haz, y los resultados de un experimento dependen de si el haz está compuesto de fermiones o bosones. Los aparatos que utilizan este tipo de efecto se conocen como interferómetros de intensidad y han sido utilizados originalmente en astronomía, aunque también han sido utilizados fuertemente en el área de la óptica cuántica.

## Historia
En 1954, Robert Hanbury Brown y Richard Q. Twiss introdujeron el concepto de interferómetro de intensidad a la radioastronomía para medir el tamaño angular de las estrellas, sugiriendo que dicho efecto también podría funcionar con luz visible. La demostración experimental del efecto con luz visible sucedió en 1956, en un artículo que demostró el efecto con la luz azul de una lámpara de vapor de mercurio. Ese mismo año, el efecto se utilizó también para medir el diámetro angular de Sirio. En experimentos subsiguientes, dos tubos fotomultiplicadores separados por unos cuantos metros fueron apuntados a la estrella utilizando telescopios crudos, encontrando una correlación entre las dos intensidades que fluctuaban. De una manera análoga a los estudios con ondas de radio, la correlación disminuía a medida que la separación se incrementaba (aunque la separación aumentaba en el orden de metros, no de kilómetros).

Un ejemplo de un interferómetro de intensidad que no observaría ninguna correlación si la fuente de luz fuera un haz de láser coherente y una correlación positiva si la fuente de luz fuera radiación térmica filtrada a un modo. La explicación teórica de la diferencia entre las correlaciones de parejas de fotones en haces térmicos y láseres fue dada por Roy J. Glauber, quien obtuvo el premio Nobel de física "por su contribución a la teoría cuántica de la coherencia óptica".

El resultado del efecto HBT encontró mucho escepticismo en la comunidad física. El efecto en radioastronomía estaba justificado por las ecuaciones de Maxwell, pero había preocupaciones de que el efecto dejase de ser válido en longitudes de onda ópticas, pues la luz podría cuantizarse en un número relativamente pequeño de fotones que introdujera fotoelectrones en los detectores. Una preocupación común era la aparente inconsistencia del fenómeno con las leyes de la termodinámica o el principio de incertidumbre. Hanbury Brown y Twiss resolvieron estas discusiones en una serie de artículos que demostraron, primero, que la transmisión de las ondas en óptica cuántica tiene la misma forma matemática que las ecuaciones de Maxwell, si bien era necesario tener en cuenta un término adicional de ruido debido a la cuantización en el detector, y segundo, que de acuerdo con las ecuaciones de Maxwell, la interferometría de intensidad debería funcionar. Otros físicos como Edward Mills Purcell apoyaron la técnica de manera inmediata, señalando que la agregación de fotones era simplemente una manifestación de un efecto ya conocido en física estadística. Luego de un número de experimentos, la comunidad física estuvo de acuerdo en que el efecto observado era real.
El experimento original utilizaba el hecho de que dos bosones tienden a llegar a dos detectores separados al mismo tiempo. Morgan y Mandel utilizaron una fuente térmica de fotones para crear un haz tenue de fotones y observaron la tendencia de los fotones a llegar al mismo tiempo en un detector individual. Ambos efectos utilizaban la naturaleza ondulatoria de la luz para crear una correlación en el tiempo de llegada -si un fotón individual se divide en dos haces, entonces la naturaleza corpuscular de la luz requiere que cada fotón sólo pueda ser observado en un detector individual, y por lo tanto una anti-correlación fue observada en 1977 por H. Jeff Kimble.

Los bosones tienen una tendencia a aglutinarse, dando lugar a correlaciones de Bose-Einstein, mientras que los fermiones, debido al principio de exclusión de Pauli, tienden a separarse, dando lugar a anti-correlaciones de Fermi-Dirac. Las correlaciones de Bose-Einstein han sido observadas entre piones, kaones y fotones, y las de Fermi-Dirac entre protones, neutrones y electrones. Para una introducción general a este campo, véase el libro de Richard M. Weiner. La comparación entre ambos casos no es directa, debido a efectos de repulsión en un Condensado de Bose-Einstein.
También, en el campo de física de partículas, Goldhaber et al. realizaron un experimento en 1959 en Berkeley , encontrando una correlación angular inesperada entre piones idénticos, descubriendo la resonancia ρ0
  mediante el decaimiento  {\displaystyle {\displaystyle \rho ^{0}\to \pi ^{-}\pi ^{+}}}.
Desde entonces, la técnica HBT ha sido utilizada por la comunidad de física nuclear de altas energías para determinar las dimensiones espacio-temporales de una fuente de emisión de partículas para colisiones entre iones pesados. Para leer sobre desarrollos recientes en este campo, puede leer el siguiente artículo de revisión escrito por M. Lisa.

## Mecánica ondulatoria
El efecto HBT puede, en efecto, ser predicho simplemente tratando la radiación electromagnética incidente como una onda clásica. Considérese una onda monocromática con frecuencia {\displaystyle \omega } incidente en dos detectores con una amplitud {\displaystyle E(t)} que varía muy lentamente con respecto al período de la onda, {\displaystyle 2\pi /\omega }.  (Dicha onda podría ser producida desde una fuente puntual muy distante con una intensidad que fluctúa.)
Como los detectores están separados, uno de los dos detectores recibe la señal con un retraso de {\displaystyle \tau }, o, de manera equivalente, con una fase adicional de {\displaystyle \phi =\omega \tau }, esto es,
{\displaystyle E_{1}(t)=E(t)\sin(\omega t),}
{\displaystyle E_{2}(t)=E(t-\tau )\sin(\omega t-\phi ).}
La intensidad medida por cada detector es el cuadrado de la amplitud de la onda, promediada sobre una escala de tiempo que es grande comparada con el período de la onda, {\displaystyle 2\pi /\omega }, pero corto comparado con las fluctuaciones de{\displaystyle E(t)}:
{\displaystyle {\begin{aligned}i_{1}(t)&={\overline {E_{1}(t)^{2}}}={\overline {E(t)^{2}\sin ^{2}(\omega t)}}={\tfrac {1}{2}}E(t)^{2},\\i_{2}(t)&={\overline {E_{2}(t)^{2}}}={\overline {E(t-\tau )^{2}\sin ^{2}(\omega t-\phi )}}={\tfrac {1}{2}}E(t-\tau )^{2},\end{aligned}}}
Dónde la línea sobre los términos indica que las cantidades han sido promediadas en el tiempo. Para frecuencias ondulatorias por encima de unos cuantos terahertz (periodos ondulatorios menos de un picosegundo), dicho promediado temporal es inevitable, pues detectores como los  fotodiodos y fotomultiplicadores no pueden producir fotocorrientes que varíen en escalas temporales tan cortas.
La función de correlación {\displaystyle \langle i_{1}i_{2}\rangle (\tau )} de las intensidades promediadas en el tiempo puede ser calculada:
{\displaystyle {\begin{aligned}\langle i_{1}i_{2}\rangle (\tau )&=\lim _{T\to \infty }{\frac {1}{T}}\int \limits _{0}^{T}i_{1}(t)i_{2}(t)\,\mathrm {d} t\\&=\lim _{T\to \infty }{\frac {1}{T}}\int \limits _{0}^{T}{\tfrac {1}{4}}E(t)^{2}E(t-\tau )^{2}\,\mathrm {d} t.\end{aligned}}}
La mayoría de esquemas modernos realmente miden la correlación en las fluctuaciones de intensidad en los dos detectores, pero no es difícil ver que si las intensidades están correlacionadas, entonces las fluctuaciones {\displaystyle \Delta i=i-\langle i\rangle }, donde{\displaystyle \langle i\rangle } es la intensidad promedio, deben estar correlacionadas, puesto que
{\displaystyle {\begin{aligned}\langle \Delta i_{1}\Delta i_{2}\rangle &={\big \langle }(i_{1}-\langle i_{1}\rangle )(i_{2}-\langle i_{2}\rangle ){\big \rangle }=\langle i_{1}i_{2}\rangle -{\big \langle }i_{1}\langle i_{2}\rangle {\big \rangle }-{\big \langle }i_{2}\langle i_{1}\rangle {\big \rangle }+\langle i_{1}\rangle \langle i_{2}\rangle \\&=\langle i_{1}i_{2}\rangle -\langle i_{1}\rangle \langle i_{2}\rangle .\end{aligned}}}
En el caso particular de que {\displaystyle E(t)} consista principalmente de un campo estable {\displaystyle E_{0}} con una pequeña componente variable sinusoidal {\displaystyle \delta E\sin(\Omega t)}, las intensidades promediadas en el tiempo serán:
{\displaystyle {\begin{aligned}i_{1}(t)&={\tfrac {1}{2}}E_{0}^{2}+E_{0}\,\delta E\sin(\Omega t)+{\mathcal {O}}(\delta E^{2}),\\i_{2}(t)&={\tfrac {1}{2}}E_{0}^{2}+E_{0}\,\delta E\sin(\Omega t-\Phi )+{\mathcal {O}}(\delta E^{2}),\end{aligned}}}
Donde {\displaystyle \Phi =\Omega \tau }, y {\displaystyle {\mathcal {O}}(\delta E^{2})} indica términos proporcionales a {\displaystyle (\delta E)^{2}}, los cuales son pequeños y pueden ser ignorados.
La función de correlación entre estas dos intensidades es entonces
{\displaystyle {\begin{aligned}\langle \Delta i_{1}\Delta i_{2}\rangle (\tau )&=\lim _{T\to \infty }{\frac {(E_{0}\delta E)^{2}}{T}}\int \limits _{0}^{T}\sin(\Omega t)\sin(\Omega t-\Phi )\,\mathrm {d} t\\&={\tfrac {1}{2}}(E_{0}\delta E)^{2}\cos(\Omega \tau ),\end{aligned}}}
Mostrando una dependencia sinusoidal en el retraso entre los dos detectores.{\displaystyle \tau }

## Interpretación cuántica

Detecciones de fotones en función del tiempo para (a) una fuente anti-aglutinante (del inglés antibunching), por ejemplo, luz emitida por un átomo individual), (b) una fuente aleatoria (por ejemplo, un estado coherente, una rayo láser), y (c) una fuente aglutinante (luz caótica). τ_{c} es el tiempo de coherencia (la escala de tiempo de las fluctuaciones del fotón o de la intensidad).

La discusión anterior aclara que el efecto HBT (o el aglutinamiento -bunching- de fotones), puede ser descrito completamente utilizando óptica clásica. La descripción cuántica del efecto es menos intuitiva: si se supone que una fuente térmica o caótica de luz emite fotones de manera aleatoria, entonces no es obvio cómo los fotones deberían "saber" que deberían llegar a los detectores de una manera correlacionada (aglutinada). Un argumento sencillo sugerido por Ugo Fano [Fano, 1961] captura la esencia de la explicación cuántica: Considere dos puntos {\displaystyle a} y {\displaystyle b} en una fuente que emite fotones detectados por dos detectores {\displaystyle A} y {\displaystyle B}, según se muestra en el diagrama. Una detección conjunta ocurre cuando el fotón emitido por {\displaystyle a} se detecta en el detector {\displaystyle A}, y el fotón emitido por {\displaystyle b} se detecta en el detector {\displaystyle B} (como en las flechas rojas), o, cuando el fotón emitido por {\displaystyle a} se detecta en el detector {\displaystyle B}, y el emitido por {\displaystyle b} en el detector {\displaystyle A} (como en las flechas verdes). La amplitud de probabilidad cuántica para estas dos posibilidades está dada por {\displaystyle \langle A|a\rangle \langle B|b\rangle } y {\displaystyle \langle B|a\rangle \langle A|b\rangle }, respectivamente. Si los fotones son indistinguibles, las dos amplitudes interfieren de manera constructiva para dar una probabilidad de detección conjunta mayor que aquella dada para dos eventos independientes. La suma sobre todas las posibles parejas {\displaystyle (a,b)} en la fuente desvanece la interferencia a menos que la distancia {\displaystyle AB} sea suficientemente pequeña.	

Dos puntos de la fuente, a y b, emiten fotones detectados por los detectores A y B. Los dos colores representan dos maneras diferentes de detectar dos fotones.

La explicación de Fano ilustra bien la necesidad de considerar las amplitudes de dos partículas, las cuales no son tan intuitivas como las amplitudes de probabilidad de las partículas individuales utilizadas para interpretar la mayoría de los efectos de interferencia. Esto puede ayudar a explicar por qué algunos físicos en los años 50 tenían dificultades aceptando los resultados de Hanbury Brown y Twiss. Sin embargo, el desarrollo cuántico es sólo una manera más complicada de reproducir el resultado clásico: si los fotones se reemplazan for fermiones idénticos como, por ejemplo, electrones, la antisimetría de las funciones de onda bajo el intercambio de las partículas hace que la interferencia sea destructiva, dando lugar a una probabilidad de detección conjunta de cero para separaciones pequeñas entre detectores. Este efecto se conoce como el anti-aglutinamiento (de antibunching) de fermiones [Henny, 1999]. El tratamiento anterior también puede ser utilizado para explicar el anti-aglutinamiento de fotones [Kimble, 1977]: si la fuente consiste de un átomo individual, que sólo puede emitir un fotón a la vez, la detección simultánea en dos detectores separados por una distancia pequeña es claramente imposible. El anti-aglutinamiento, sea de bosones o de fermiones, no tiene un análogo clásico.
Desde el punto de vista de la óptica cuántica, el efecto HBT fue importante para llevar a los físicos (entre ellos Roy J. Glauber y Leonard Mandel) a aplicar la electrodinámica cuántica en situaciones nuevas, muchas de las cuales nunca habían sido estudiadas experimentalmente, y en las cuales las predicciones clásicas y cuánticas no coinciden.